# Korni grupa
A Korni grupa egy jugoszláv rockegyüttes. Hazájukon kívül Kornelyans néven is ismertek.

## Története
1968 szeptemberében alakult, első koncertjüket Belgrádban adták, 1969. november 6-án. 1972-ben felléptek a Montreux-i Jazz Fesztiválon, 1974-ben az Eurovíziós Dalfesztiválon képviselték Jugoszláviát Moja generacija című dalukkal. A zenekar, melyben számtalan neves délszláv zenész megfordult, 1974. december 1-jén oszlott fel. 1987-ben újból összeálltak egy koncert erejéig.

## Tagok
- Kornelije Kovač - billentyűs hangszerek (1968-74)
- Seka Kojadinović - vokál (1968)
- Borko Kacl - gitár (1968-69)
- Bojan Hreljac - basszus (1968-74)
- Vladimir Furduj Furda - dob (1968-74)
- Dušan Prelević - vokál (1969)
- Dalibor Brun - vokál (1969)
- Dado Topić - vokál (1969-71)
- Josip Boček - gitár (1969-74)
- Zdravko Čolić - vokál (1971-72)
- Zlatko Pejaković - vokál (1972-74)

## Lemezeik

### Nagylemezek
- Korni Grupa (PGP RTB, 1972)
- Not an Ordinary Life (PGP RTB, 1974 - Olaszországban is megjelent)
- Mrtvo More (PGP RTB, 1975)
- 1941 (PGP RTB, 1979)

### Kislemezek
- Cigu ligu / Čovek i pas (1969)
- Pastir i cvet / Ako jednom budeš sama (1969)
- Trla baba lan / Slika (1970)
- Bube / Neko spava pored mene (1971)
- Pusti da te diram / Groš (1971)
- Pokloni svoj mi foto / Bez veze (1972)
- Etida (Opatija '73) / Jedna žena (1973)
- Ivo Lola / Znam za kime zvono zvoni (1973)
- Oj, dodole / Život (1973)
- Tri palme / Tri čoveka u kafani (1973)
- Kuda ideš svete moj / Divlje jagode (1974)
- Miris / Praštanje (1974)
- Moja generacija / Zbogom ostaj djetinjstvo (1974)